# Ezekiel Jackson
Rycklon Stephens (Linden, Guyana, 22 de abril de 1978) es un fisicoculturista y luchador profesional retirado guyanés, conocido por su trabajo en la WWE bajo el nombre de Ezekiel Jackson. Stephens es una vez Campeón Mundial al haber sido el Campeón de la ECW y tiene un reinado como Campeón Intercontinental de la WWE. Se retiró de los encordados después de luchar en su último combate en Westside Xtreme Wrestling (wXw) en octubre de 2015. 
Stephens fue el último hombre en ganar el Campeonato de la ECW, convirtiéndolo entonces en el primer luchador guyanés y sudamericano en ostentar un título en la WWE. También es el sexto campeón mundial negro después de The Rock, Booker T, Bobby Lashley, Ron Simmons y Mark Henry.

## Carrera

### World Wrestling Entertainment / WWE (2007-2014)

#### Florida Championship Wrestling (2007–2008)
Stephens firmó un contrato con la World Wrestling Entertainment en marzo de 2007 y debutó en su territorio de desarrollo, la Florida Championship Wrestling (FCW) a finales de junio de 2007. En su primera lucha, el 27 de junio hizo equipo con Keith Walker, derrotando a Kofi Kingston y Eric Pérez. Continuó en la promoción luchando en equipo y en luchas individuales. El 8 de febrero de 2008 luchó junto a Bryan Kelly contra Steve Lewington y Heath Miller en un torneo para enfrentarse a los Campeones en Parejas de la WWE John Morrison & The Miz; pero perdieron. El 6 de mayo de 2008 peleó por última vez en la FCW antes de pasar al plantel principal.

#### 2008-2010
Después de empezar a entrenar en la FCW, Stephens debutó el 18 de julio de 2008 en un episodio de SmackDown! como el guardaespaldas de The Brian Kendrick bajo el nombre de Ezekiel. El 8 de agosto, en una edición de SmackDown!, alargó su nombre a Ezekiel Jackson y se reveló que era el consejero de Kendrick. Cuando Kendrick participó en la Battle Royal para ser un participante en la pelea por el Campeonato de la WWE en Unforgiven, Big Show interfirió en la pelea y tiró a todos los luchadores, pero Jackson cogió a Brian, impidiendo que tocara el suelo, ganando la pelea. Después iniciaron un feudo con los Campeones en Pareja de la WWE The Colóns (Primo & Carlito), derrotándoles en varias ocasiones en luchas individuales y en parejas. Finalmente se les concedió una lucha titular, pero la perdieron.
El 15 de abril de 2009, fue enviado a la marca ECW por el draft suplementrario. Tras esto, se convirtió en una de las superestrellas más dominantes y empezó a hacer equipo con William Regal y Vladimir Kozlov, atacando junto a Kozlov a Christian en SummerSlam después de su pelea contra Regal.
En la edición del 22 de septiembre de ECW, participó de una batalla real para decidir quien sería el retador al Campeonato de la ECW, junto con Tommy Dreamer, Goldust, Tyler Reks, Yoshi Tatsu, Shelton Benjamin, Vladimir Kozlov, Paul Burchill, Sheamus y Zack Ryder, llevándose Ryder la victoria. Tras la derrota de Regal en Survivor Series, dos días después cambió a face al atacar a Regal y Kozlov. Semanas después, cambió a heel tras ganar a Vladimir Kozlov y unirse otra vez a William Regal. El 12 de enero de 2010, ganó una Battle Royal con los demás finalistas del ECW Homecomming convirtiéndose en el retador N.º 1 al Campeonato de la ECW de Christian. Sin embargo, perdió ante Christian en Royal Rumble. Sin embargo, en el último programa de ECW derrotó a Christian en un Extreme Rules Match, convirtiéndose en el último Campeón de la ECW, debido al inmediato cierre de la marca. Luego fue cambiado a la marca SmackDown!, debido al cierre de ECW, derrotando a Jimmy Wang Yang en su debut. Tras esto, el 10 de abril de 2010 se lesionó una rodilla durante un combate en Glaslow, Escocia, quedando inactivo entre tres y seis meses. En ese período, debido al Draft suplementario, fue traspasado de SmackDown! a RAW.
Jackson hizo su regreso el 13 de septiembre en RAW como face, derrotando a Zack Ryder en un dark match. Hizo su regreso oficial el 18 de octubre en RAW, como miembro oficial del Team RAW que enfrentaría al Team SmackDown en Bragging Rights. En el evento, Team SmackDown (Big Show, Rey Mysterio, Jack Swagger, Edge, Alberto Del Rio, Tyler Reks & Kofi Kingston) derrotó al Team RAW (The Miz, Santino Marella, R-Truth, John Morrison, Sheamus, CM Punk & Ezekiel Jackson). Derrotó a Alex Riley, clasificándose para el torneo del King of the Ring, pero el 29 de noviembre fue eliminado en la primera ronda cuando él y Drew McIntyre fueron descalificados por cuenta de fuera. El 17 de diciembre fue transferido de RAW a SmackDown.

#### 2011-2014

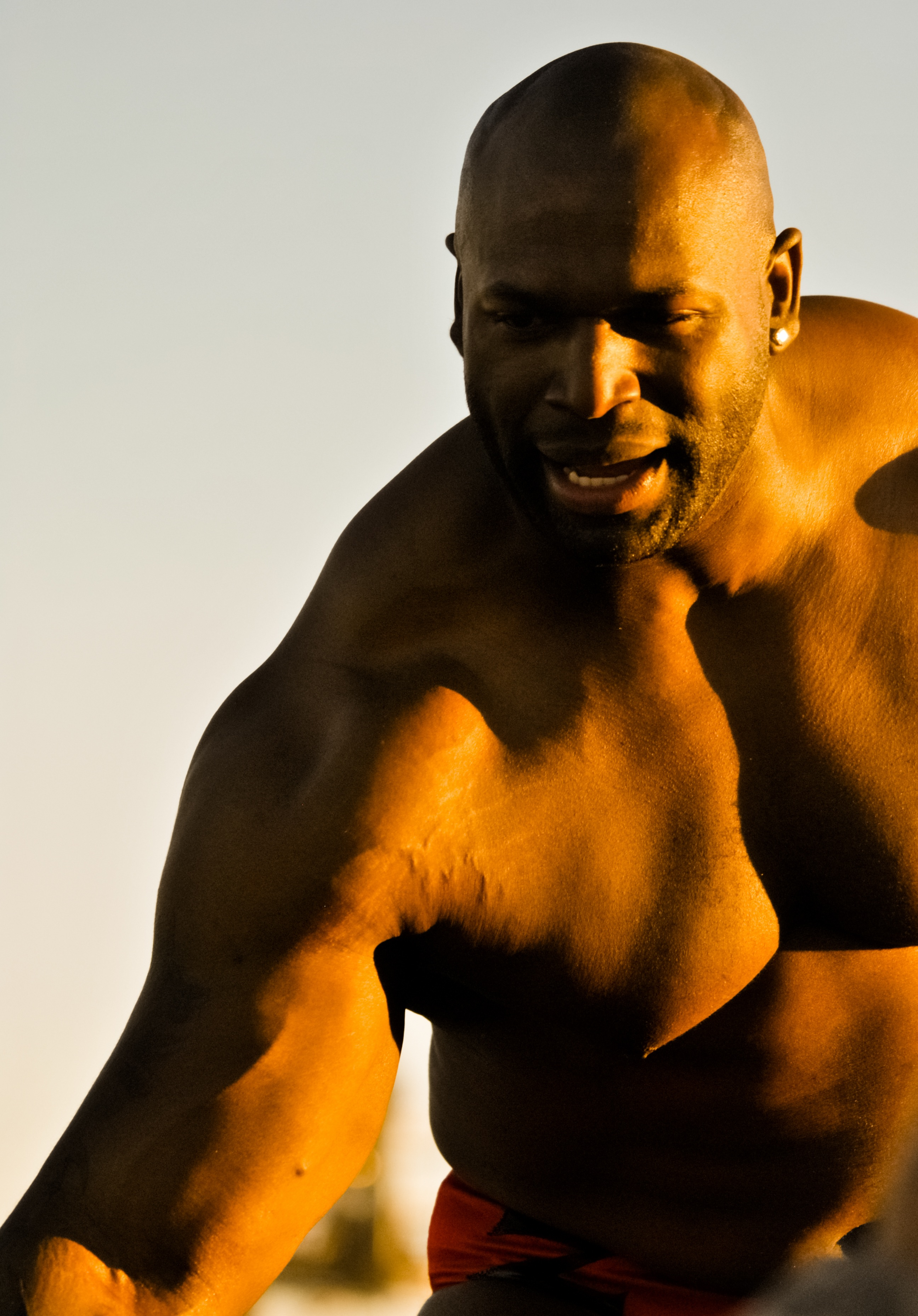
Jackson en en el Tribute to the Troops 2010.

En la edición de SmackDown del 14 de enero, Jackson se unió con Wade Barrett, Justin Gabriel y Heath Slater al atacar a Big Show, siendo conocidos como The Corre, cambiando a heel. Participó en el Royal Rumble, donde eliminó a Big Show, pero fue eliminado por Kane, por lo que no logró ganar. Siguiendo su feudo con Show, The Corre fue derrotado en WrestleMania XXVII por Show, Kane, Kofi Kingston & Santino Marella y en Extreme Rules hizo equipo con Wade Barrett, enfrentándose a Big Show & Kane por el Campeonato en Parejas de la WWE, pero fueron derrotados. Debido a las quejas de Barrett hacia Jackson por su derrota, el 3 de mayo (transmitido el 6 de mayo), Jackson abandonó a The Corre al atacarles, cambiando a face.
En el Smackdown! del 10 de mayo (transmitido el 13 de mayo) fue a ayudar a Kane & Big Show del ataque de The Corre, empezando un feudo con su antiguo grupo. En Over the Limit, Jackson se enfrentó ante Barrett por el Campeonato Intercontinental ganando el combate vía descalificación, pero no el título, debido a la interferencia de Gabriel y Slater. Después de esto tuvo la revancha en Smackdown, donde volvió a ganar por descalificación por la interferencia de The Corre. Finalmente, en Capitol Punishment derrotó a Barrett, ganando el Campeonato Intercontinental. En SmackDown!, el 22 de junio (transmitido el 24 de junio) realizó la primera defensa titular frente a Barrett, obteniendo la victoria. El 29 de julio fue derrotado por Cody Rhodes y Ted DiBiase en una lucha en desventaja pactada por el nuevo asistente de Theodore Long, Zack Ryder. El 5 de agosto gracias a Teddy Long tuvo su venganza contra Zack Ryder. La semana siguiente perdió su Campeonato Intercontinental ante Cody Rhodes. El 19 de agosto tuvo su revancha por el título, pero fue derrotado de nuevo. Tras esto, se convirtió en un Lower Carder, siendo relegado a luchas secundarias de SmackDown o Superstars. Posteriormente después de meses sin aparecer mucho en televisión, participó en el Royal Rumble, entrando en número 13, siendo eliminado por The Great Khali. Luego, estuvo casi todo el resto del 2012 sin aparecer por televisión, revelándose el 20 de septiembre que había sufrido una lesión que le impedía luchar. Después de casi un año sin aparecer, regresó en el WrestleMania Axxess el 4 de abril de 2013, luchando junto a Yoshi Tatsu y derrotando a Hunico & Camacho. El 4 de enero de 2014, anunció que volvería a someterse a cirugía. El 7 de abril, anunció que dejaba la WWE.

### Total Nonstop Action Wrestling (2014-2015)
Hizo su debut en TNA junto con Gene Snitsky en la grabación del 25 de junio de Impact Wrestling (que se emitió el 24 de julio) usando el nombre de Rycklon; atacando a Tommy Dreamer, Bully Ray y Devon, y alineándose con Dixie Carter. También marcó la primera vez que el campeón final del original y el nuevo ECW estaban en el ring exactamente al mismo tiempo (Rhino y Rycklon).

### Lucha Underground (2014-2015)
Fue confirmado para aparecer en la promoción Lucha Underground, trasmitido por El Rey Network bajo el nombre de Big Ryck. En el estreno del programa, apareció atacando junto con Lil Cholo y Rick Reyes, a Johnny Mundo y Prince Puma. al final aplicó sideslam a Mundo. El 21 de enero de 2015, Cisco, Castro y Bael atacaron a Ryck y le quemaron el ojo con un cigarro, volviéndose la cara en el proceso. Ryck volvió a la acción el 25 de febrero, distrayendo a The Crew en una lucha contra Sexy Star, Mascarita Sagrada y Pimpinela Escarlata. El 4 de marzo, Ryck derrotó a Star para ganar un combate contra The Crew. Ryck derrotó a The Crew en una lucha de desventaja de uno contra tres.
Semanas posteriores, Ryck dejó a sus antiguos compañeros y fue contratado por DelAvar Daivari, atacando a Texano el 20 de mayo de 2015, convirtiéndose en heel en el proceso. En Última Lucha, Daivari salió corriendo y distrajo a Ryck despidiéndolo, insinuando un giro de cara. Sin embargo, nada salió de esto debido a que Stephens dejó Lucha Underground en 2015 debido a conflictos de viaje. Se reveló que era una de las cinco personas desaparecidas en el episodio del 20 de abril de Lucha Underground. En la miniserie de cuatro números que sigue a eso, explica lo que sucedió después de Última Lucha y antes de la segunda temporada.

### Circuito independiente y retiro (2015)
El 17 de octubre de 2015, Stephens, como Big Ryck, hizo su debut para la promoción alemana Westside Xtreme Wrestling (wXw), en el que también fue su último combate. Desafió sin éxito a Karsten Beck por el Campeonato Mundial Unificado de wXw. Stephens se retiró de la lucha libre profesional el 18 de octubre de 2015 y desde el siguiente año 2016, trabaja como entrenador.

## Vida personal
Stephens ha estado casado con su esposa Jenn Stephens desde 2004. Stephens es un cristiano devoto.

## Campeonatos y logros
- World Wrestling Entertainment/WWE
  - ECW Championship (1 vez, último)
  - WWE Intercontinental Championship (1 vez)

- Pro Wrestling Illustrated
  - Situado en el N°403 en los PWI 500 del 2008
  - Situado en el N°142 en los PWI 500 del 2009
  - Situado en el Nº93 en los PWI 500 de 2010
  - Situado en el N°78 en los PWI 500 del 2011
  - Situado en el N°151 en los PWI 500 del 2012
  - Situado en el N°177 en los PWI 500 del 2015